# Metimazole
|  | No s'ha de confondre amb Metamizole. |

El metimazole o tiamazole és un medicament que s'utilitza per tractar l'hipertiroïdisme. Això inclou la malaltia de Graves, el goll multinodular tòxic i la crisi tirotòxica. Es pren per via oral. It is taken by mouth. Els efectes complets poden trigar unes quantes setmanes a produir-se.
Els efectes secundaris habituals inclouen picor, pèrdua de cabell, nàusees, dolor muscular, inflor i dolor abdominal. [2] Els efectes secundaris greus poden incloure un baix recompte de cèl·lules sanguínies, insuficiència hepàtica i vasculitis. No es recomana l'ús durant el primer trimestre de l'embaràs, però es pot utilitzar durant el segon trimestre o el tercer trimestre. Es pot utilitzar durant la lactància materna. Aquells que van desenvolupar efectes secundaris significatius també poden tenir problemes amb el propiltiouracil. El metimazole és una tioamida i funciona disminuint la producció d'hormones tiroidals.
El metimazole va ser aprovat per a ús mèdic als Estats Units el 1950. Es troba a la llista de medicaments essencials de l'Organització Mundial de la Salut, els medicaments més segurs i eficaços necessaris en un sistema sanitari. Comercialitzat a Espanya com Tirodril.